# فوتبال در اندونزی
فوتبال از نظر حضور سالانه، مشارکت و درآمد پرطرفدارترین ورزش در اندونزی است. این ورزش در تمام سطوح از کودکان تا مردان میانسال بازی می‌شود. هیأت ملی این ورزش اتحادیه فوتبال اندونزی است.